# Gustav Sigling
Johann Gustav Sigling (* 24. Februar 1875 in Zeulenroda; † 6. Februar 1943 in Greiz) war ein deutscher Politiker (USPD).

## Leben
Sigling war der Sohn des Strumpfwirkermeisters Heinrich Wilhelm Sigling und dessen Ehefrau Christiane Friederike geborene Haase aus Zeulenroda. Er war evangelisch-lutherischer Konfession und heiratete am 14. September 1901 in Zeulenroda Frieda Anna Geißler (* 9. November 1875 in Zeulenroda; † 6. Februar 1943 in Greiz), die Tochter des Strumpfwirkers Hermann Heinrich Geißler in Zeulenroda.
Sigling machte eine Tischlerlehre. Später nahm er eine führende Rolle in der Gewerkschaftsbewegung in Reuß älterer Linie ein. Er war hauptamtlicher Kassierer des Konsumvereins in Zeulenroda. Ab 1912 bis zu seinem Tod war er Geschäftsführer des Konsumvereins. 

## Politik
Steininger war Mitglied der USPD. Nach der Novemberrevolution 1918 wurde er am 11. November 1918 in den Arbeiter- und Soldatenrat in Zeulenroda gewählt und hatte dort neben Arthur Drechsler die führende Rolle. Er wurde 1919 für seine Partei in der Greizer Landtag gewählt. Daneben war er ab dem 19. Februar 1919 Mitglied des Gemeinsamen Landtages beider reußischer Staaten (ab April 1919 Volksstaat Reuß) bzw. der nach der Gründung des Landes Thüringen aus diesem Landtag hervorgegangenen, 1921 verkleinerten und schließlich zum 31. März 1923 aufgelösten Gebietsvertretung Gera-Greiz. Zum 31. März 1921 schied er aufgrund der Verkleinerung der Gebietsvertretung aus. Am 27. Juni 1921 rückte er für Arthur Drechsler in die Gebietsvertretung wieder nach. Zwischen dem 16. Dezember 1919 und dem 20. Juli 1920 war er stellvertretendes Mitglied im Volksrat von Thüringen. Er war auch Kreistagsabgeordneter.